# Bitwa pod Lubeczem
Bitwa  pod Lubeczem – bitwa stoczona w grudniu 1016  roku pomiędzy wojskami wielkiego księcia Rusi Kijowskiej Świetopełka a wojskami jego brata Jarosława Mądrego. 
Po śmierci wielkiego księcia Włodzimierza Wielkiego w 1015 roku tron kijowski objął najstarszy syn Włodzimierza - Świętopełk. W celu utrzymania władzy młody książę zabił swoich braci Borysa, Gleba i Światosława. Tragicznego losu uniknął inny z braci - Jarosław Mądry, który  schronił się w Nowogrodzie. Nad Rusią zawisła groźba wojny domowej. Do ostatecznego rozstrzygnięcia z jednej strony parł wspierany przez Nowogród i Waregów Jarosław Mądry, z drugiej Świętopełk mający po swojej stronie tereny południowe Rusi, Pieczyngów oraz jak można się spodziewać przychylność swego teścia, księcia polskiego Bolesława Chrobrego. Jak podaje Kronika Nestora do spotkania obu wojsk doszło późną jesienią 1016 roku pod Lubeczem nad Dnieprem. Według ruskiego latopisu siły obu armii były wyrównane, a wodzowie nie zdecydowali się od razu na walne rozstrzygnięcie spędzając nad brzegami Dniepru aż trzy miesiące. Do bitwy doszło dopiero w grudniu i skończyła się ona dla Świętopełka dotkliwą porażką. Pokonany książę uszedł z pola walki i przez Kijów dotarł do Brześcia nad Bugiem, zlecając obronę stolicy swojej żonie. Jarosław Mądry zdobył Kijów na początku 1017 roku i koronował się na wielkiego księcia Rusi Kijowskiej.